# Neotoma stephensi
Neotoma stephensi е вид бозайник от семейство Хомякови (Cricetidae).

## Разпространение
Видът е разпространен в САЩ (Аризона, Ню Мексико и Юта).